# الاكمة (الشهالي)

تعديل مصدري - تعديل

الاكمة محلة تابعة لقرية الشهالي، التابعة لعزلة المزاحن بمديرية فرع العدين إحدى مديريات محافظة إب في الجمهورية اليمنية، بلغ تعداد سكانها 109 حسب تعداد اليمن لعام 2004.